# Julián Rodrigo Fernández
Julián Rodrigo Fernández (Ciudad Autónoma de Buenos Aires, Argentina, 22 de marzo de 1995) es un futbolista argentino. Juega como mediocampista de contención en el Palestino de la Primera División de Chile. Es el hermano menor del futbolista Juan Manuel Fernández.

## Trayectoria

### All Boys
Debutó en los Semifinales de zona de la Copa Argentina 2012/13, frente a Boca Juniors, con José Santos Romero como Entrenador. Si bien no tuvo muchas presencias durante el Campeonato de Primera División 2013/14, su aparición positiva fue durante el Campeonato de Primera B Nacional 2014, donde se destacaron sus cualidades defensivas. Esos atributos despertaron el interés de varios clubes.

### Olimpo
El miércoles 6 de julio del 2016 se concretó la transferencia del mediocampista a Olimpo de Bahía Blanca. La venta se realizó por el 80% de los derechos económicos.

### Palestino
El 21 de junio del 2017 se confirmó su préstamo a Palestino de la Primera División de Chile. Debuta por el Club en duelo válido por la Segunda Ronda de Copa Sudamericana ante Flamengo de Brasil. A pesar de la dura derrota del elenco árabe, su rendimiento destacó sorprendiendo a los hinchas palestinistas, quienes cariñosamente lo apodaron "Tractor".[cita requerida]
El 4 de diciembre de 2017 marcó su primer gol en el cuadro chileno en la derrota de su equipo 4-1 ante la Universidad Católica de Chile.[cita requerida]
A mitad de año se confirmaría la compra del pase por parte del equipo chileno.
El 13 de octubre de 2018 marcó uno de los goles con los que Palestino eliminó a Universidad de Chile en el partido de vuelta de las semifinales de la Copa Chile 2018. El 17 de noviembre el Palestino se coronaría campeón de la Copa al derrotar al Audax Italiano tras 40 años sin obtener títulos.

### Newell's
Luego de sus buenas actuaciones con en Chile, fue solicitado por el flamante entrenador de la lepra Frank Darío Kudelka, a quien el jugador ya le había llamado la atención dirigiendo a la Universidad de Chile. 
Finalmente, en julio de 2019, la dirigencia de Newell's ejecuta la cláusula de rescisión de Fernández, por la que se pagan $300,000 a Palestino de Chile y la otra mitad al Club Atlético Olimpo.
Fernández rápidamente fue ganando terreno en el club a lo largo del semestre, siendo parte del 11 titular, y ganándose además el reconocimiento de la hinchada por su entrega en la mitad de la cancha. Marcó su primer gol con la lepra en la victoria 2 a 0 frente a Aldosivi, por la fecha 7 de la Superliga Argentina.
Volvió a Newell's luego de que Lanús no ejecutara la opción de compra en 2024.

### Lanús
Se incorporó al equipo del sur del conurbano bonaerense en 2022.

### Sport Recife
En octubre de 2024 el futbolista es anunciado como incorporación del Sport Club do Recife para competir la segunda mitad de la temporada del equipo en la Serie B de Brasil. Finalmente terminaría alcanzando el ascenso al campeonato de serie A de Brasil.

### Palestino
En enero de 2025, el futbolista retorna a Palestino para competir en la Primera División de Chile, Copa chile y Copa Sudamericana del año entrante.

## Clubes
Actualizado al 14 de Mayo de 2025, resaltadas las temporadas en calidad de cedido.
| All Boys Argentina | 1.ª                 | 2013-14(2)          | 4   | 0  | 1  | 0 | -  | - | 5   | 0  |
| All Boys Argentina | 2.ª                 | 2014                | 18  | 0  | 1  | - | -  | - | 19  | 0  |
| All Boys Argentina | 2.ª                 | 2015                | 33  | 1  | 2  | 0 | -  | - | 35  | 1  |
| All Boys Argentina | 2.ª                 | 2016                | 19  | 3  | -  | - | -  | - | 19  | 3  |
| All Boys Argentina | Total               | Total               | 74  | 4  | 4  | 0 | -  | - | 78  | 4  |
| Olimpo (Bahía Blanca) Argentina | 1.ª                 | 2016-17(3)          | 12  | 0  | 1  | 0 | -  | - | 13  | 0  |
| Olimpo (Bahía Blanca) Argentina | Total               | Total               | 12  | 0  | 1  | 0 | -  | - | 13  | 0  |
| Palestino · Chile | 1.ª                 | 2017                | 13  | 1  | 3  | 0 | 2  | 0 | 18  | 1  |
| Palestino · Chile | 1.ª                 | 2018                | 26  | 2  | 10 | 3 | -  | - | 36  | 5  |
| Palestino · Chile | 1.ª                 | 2019                | 11  | 1  | 2  | 0 | 10 | 2 | 23  | 3  |
| Newell's Old Boys Argentina | 1.ª                 | 2019-20             | 22  | 1  | 12 | 0 | -  | - | 34  | 1  |
| Newell's Old Boys Argentina | 1.ª                 | 2020-21             | 10  | 1  | 10 | 1 | 4  | 0 | 24  | 2  |
| Newell's Old Boys Argentina | 1.ª                 | 2022                | 28  | 0  | 0  | 0 | -  | - | 28  | 0  |
| Newell's Old Boys Argentina | 1.ª                 | 2024                | 18  | 1  | 0  | 0 | -  | - | 18  | 1  |
| Newell's Old Boys Argentina | Total               | Total               | 78  | 3  | 22 | 1 | 4  | 0 | 104 | 4  |
| Lanus Argentina | 1.ª                 | 2023                | 27  | 0  | 0  | 0 | 0  | 0 | 27  | 0  |
| Lanus Argentina | Total               | Total               | 27  | 0  | 0  | 0 | 0  | 0 | 27  | 0  |
| Sport Recife · Brasil | 2.ª                 | 2024                | 17  | 2  | 0  | 0 | -  | - | 17  | 2  |
| Sport Recife · Brasil | Total               | Total               | 17  | 2  | 0  | 0 | -  | - | 17  | 2  |
| Palestino · Chile | 1.ª                 | 2025                | 10  | 0  | 5  | 0 | 5  | 0 | 20  | 0  |
| Palestino · Chile | Total               | Total               | 60  | 4  | 20 | 3 | 17 | 2 | 93  | 9  |
| Total en su carrera | Total en su carrera | Total en su carrera | 268 | 13 | 47 | 4 | 21 | 2 | 336 | 19 |
| (1) Incluye datos de la Copa Argentina y Copa Chile. (2) La Copa Argentina 2012-13 se siguió jugando en la temporada 2013-14. (3) La Copa Argentina 2015-16 se siguió jugando en la temporada 2016-17. |                     |                     |     |    |    |   |    |   |     |    |

Fuente: Fichajes.com

## Palmarés

### Campeonatos nacionales
| Título     | Club      | País  | Año  |
| ---------- | --------- | ----- | ---- |
| Copa Chile | Palestino | Chile | 2018 |